# Ramp
Ramp est un groupe de thrash metal portugais, originaire de Seixal, Setúbal. Ils sont surnommés les « Metallica portugais ». Leur style musical peut aussi être classé hard rock ou heavy metal. Le groupe est fortement influencé par Metallica, Manowar, Slayer, Pantera, Iron Maiden, Ils ont également joué aux côtés de ces groupes. Ils ont aussi assuré les premières parties des concerts portugais de Paradise Lost,Sepultura, Metallica, Slayer et Within Temptation.

## Biographie
Le groupe est formé en 1989 par le guitariste Ricardo Mendonça et le chanteur Rui Duarte. Cette même année, leur première apparition s'effectue aux côtés de Mortifera et The Coven. le bassiste de Mortifera, João Saps, sera plus tard remplacé par Miguel. Le groupe enregistre une première démo, qu'ils envoient à diverses labels afin de parvenir à un accord. En 1992, le groupe publie son EP Thoughts au label PolyGram. Des clips pour les chansons Try Again, Last Child et Thoughts sont filmés. L'EP est alors réédité avec quelques chansons supplémentaires en format CD chez PolyGram. Dans les années suivantes, le groupe effectue plusieurs performances et devient l'acte d'ouverture pour Sepultura.
En 1995 sort leur deuxième album Intersection. Le troisième album Evolution, Devolution, Revolution est enregistré à Nottingham aux Square Studios avec le producteur Simon Efemey. L'album est publié à la fin de 1998. En fin d'année suivante sort le double-album live Ramp ... Live !. L'album contient des enregistrements live de leur concert spécial dixième anniversaire. En 2005, le groupe sort un EP qui comprend une reprise de Planet Earth de Duran Duran et de Anjinho da Guarda d'António Variações. Dans la même année, le groupe joue avec des groupes comme Metallica, Iron Maiden, Tool, Sepultura, Alice Cooper, Fear Factory , Motörhead, Paradise Lost, Slayer, Manowar, Angra, Ill Niño, Kittie, Drowning Pool, The Exploited, Fudge Tunnel, Benediction, Dismember, Ratos de Porão, Rollins Band, Monster Magnet et Sadist. 
En 2008, le groupe termine l'enregistrement de son nouvel album, qui est mixé aux Dug-Out Productions d'Uppsala, en Suède avec le producteur Daniel Bergstrand.

## Membres

### Membres actuels
- Tó Pica - guitare[1]
- Rui Duarte - chant[1]
- Paulinho - batterie (depuis 1989)[1]
- Ricardo Mendonça - guitare (depuis 1989)[1]
- JE Sales - basse (depuis 2010)[1]

### Anciens membres
- Caveirinha - basse[1]
- Sapo - basse[1]
- Tó-Zé - guitare (1989-2008)[1]
- Miguel - guitare (1989-?) [1]

## Discographie
- 1992 : Thoughts
- 1995 : Intersection
- 1998 : EDR
- 1999 : Ramp ... Live !
- 2003 : Nude
- 2005 : Planet Earth
- 2009 : Visions